# 丽娜
丽娜（1967年12月—），新疆维吾尔自治区塔城市人，俄罗斯族，塔城市第二幼儿园教师，中华人民共和国政治人物、第十二届全国人民代表大会新疆地区代表。
毕业于中央党校函授学院行政管理专业。加入中国共产党。2013年，担任全国人大代表。